# Lista de prefeitos de Rodrigues Alves (Acre)
Esta é a lista de prefeitos do município de Rodrigues Alves, estado brasileiro do Acre.
| Nº | Nome                                                                    | Imagem                  | Partido                                          | Início do mandato      | Fim do mandato                          | Observações                           |
| 1  | Francisco Vagner de Santana Amorim, Deda (Rodrigues Alves, 30.07.1957–) |                         | Partido Democrático Social PDS                   | 1° de janeiro de 1993  | 31 de dezembro de 1996                  | Prefeito eleito em sufrágio universal |
| 2  | Rui Matos Said Maia                                                     |                         | Partido do Movimento Democrático Brasileiro PMDB | 1° de janeiro de 1997  | 31 de dezembro de 2000                  | Prefeito eleito em sufrágio universal |
| 3  | Francisco Vagner de Santana Amorim, Deda (Rodrigues Alves, 30.07.1957–) |                         | Partido Progressista Brasileiro PPB              | 1° de janeiro de 2001  | 31 de dezembro de 2004                  | Prefeito eleito em sufrágio universal |
| 3  | Francisco Vagner de Santana Amorim, Deda (Rodrigues Alves, 30.07.1957–) | Partido Progressista PP | 1° de janeiro de 2005                            | 31 de dezembro de 2008 | Prefeito reeleito em sufrágio universal |                                       |
| 4  | Francisco Ernilson de Freitas, Burica (Cruzeiro do Sul, 27.09.1961–)    |                         | Partido dos Trabalhadores PT                     | 1° de janeiro de 2009  | 31 de dezembro de 2012                  | Prefeito eleito em sufrágio universal |
| 4  | Francisco Ernilson de Freitas, Burica (Cruzeiro do Sul, 27.09.1961–)    | 1° de janeiro de 2013   | Partido dos Trabalhadores PT                     | 31 de dezembro de 2016 | Prefeito reeleito em sufrágio universal |                                       |
| 5  | Sebastião Souza Correia (Cruzeiro do Sul, 03.04.1946–)                  |                         | Partido do Movimento Democrático Brasileiro PMDB | 1° de janeiro de 2017  | 31 de dezembro de 2020                  | Prefeito eleito em sufrágio universal |
| 6  | Jailson Pontes de Amorim (Cruzeiro do Sul, 26.04.1973–)                 |                         | Partido Republicano da Ordem Social PROS         | 1° de janeiro de 2021  | 31 de dezembro de 2024                  | Prefeito eleito em sufrágio universal |
| 7  | Salatiel Pinheiro Magalhães (Rodrigues Alves, 08.02.1984–)              |                         | Partido Social Democrático PSD                   | 1° de janeiro de 2025  | Atualidade                              | Prefeito eleito em sufrágio universal |